# Анастасий I Солунски
Анастасий (на средногръцки: Ἀναστάσιος, Анастасиос) е източноримски духовник, солунски архиепископ от 434 до 451 година. Обявен е за светец.

## Биография
Анастасий наследява архиепископския трон в Солун вероятно в 434 година от Руф. В 435 година папа Сикст III изпраща писмо на епископ на Периген Коринтски, с което му напомня, че трябва да се подчинява на епископа на Солун и папски викарий Анастасий, наследник на Руф. Същата година папата изпраща второ писмо до синода, който трябвало да се проведе в Солун, и потвърждава правата ползвани от предшествениците на Анастасий на архиепископския трон като папски викарии. След няколко години в 446 година папа Лъв I изпраща писмо до Анастасий по повод спора му с митрополит Атик Епирски и потвърждава правата му.
По неизвестни причини Анастасий не успява лично да участва в работата на Четвъртия вселенски събор в Халкидон в 451 година. На първото заседание на Събора на 8 октомври 451 г. е подписан от представителя си епископ Кинтил Хераклийски. На третото заседание на Събора на 13 октомври вече името на солунския епископ е Евкситей (или Евдоксий) и той е представен от презвитер Андрей. Вероятно Андрей е същият Андрей, наследил Евкситей на архиепископския трон.
Църквата чества светеца на 16 юли.